# Jaintiapur
Jaintiapur (en bengali : জৈন্তাপুর) est une upazila du Bangladesh dans le district de Sylhet. En 2011, on y dénombrait 121 458 habitants.